# Lucius Minicius Natalis
Lucius Minicius Natalis war ein römischer Senator und Suffektkonsul im Jahr 106 n. Chr.
Minicius stammte aus Barcino, dem heutigen Barcelona, in der Provinz Hispania Tarraconensis. Als erster seiner Familie (homo novus) begann er, wohl Mitte der 80er Jahre, die senatorische Ämterlaufbahn (cursus honorum). Nach der Quaestur in einer Provinz und den üblichen Ämtern in Rom (Volkstribunat, Praetur) war er vor 101 Legat in der Provinz Africa und wurde in die sodales Augustales aufgenommen. 101/102 nahm er als Legat der Legio VII Claudia am Ersten Dakerkrieg Trajans teil und erhielt vom Kaiser mehrere militärische Auszeichnungen. Anschließend war er etwa 103–105 Legat der Legio III Augusta in Numidien und erreichte 106 den Suffektkonsulat. Später war er in Rom curator alvei Tiberis et riparum et cloacarum urbis. Minicius ist durch Militärdiplome für 112 bis 116 als Statthalter der Provinz Pannonia superior belegt; er hatte das Amt vermutlich kurz vor dem 3. Mai 112 von seinem Vorgänger übernommen und war dann mindestens bis August 117 im Amt. Unter Hadrian war er um 121 Prokonsul von Africa.
In seiner Heimatstadt Barcino ließ Minicius Natalis ein Bad mit der zu ihm führenden Wasserleitung errichten. Sein Sohn Lucius Minicius Natalis Quadronius Verus war Suffektkonsul im Jahr 139.